# Erik Odelström
Erik Odelström, född 9 juni 1684, död 8 februari 1753 på Kägleholm, var en svensk militär och ämbetsman.

## Biografi
Erik Odelström var son till inspektoren Carl Henriksson och Catharina Odhelia samt systerson till Erik Odelstierna. Han började 1701 sin bana inom Fortifikationen som volontär, blev 1705 löjtnant vid ett dragonregemente, steg i graderna inom olika regementen och hade rang av överstelöjtnant när han 1711 adlades. 1721 tog han avsked som överste. Som militär deltog han vid slaget vid Poltava, där han blev krigsfånge, dock frisläppt samma år. Året innan han adlades, 1710, deltog han vid slaget vid Helsingborg och sårades.
Odelström blev 1739 landshövding i Västernorrlands län. Han kvarblev i den befattningen i tio år.
Odelström var gift med friherrinnan Brita Maria Feif, en dotter till Casten Feif. Deras enda barn Carl Casten Odelström var kopist vid Inrikes expeditionen. Sedan Erik Odelström adlats 1711 skrev han sig till Kägleholm. Slottets huvudbyggnad brann året därpå och renoverades aldrig. Åren 1716–1724 ägde han Ekebyholms slott.